# David Hilbert
David Hilbert (23. ledna 1862 Wehlau (dnes Znamensk), Východní Prusko – 14. února 1943 Göttingen, Německo) byl jeden z největších matematiků 20. století. Někdy je označován za největšího geometra po Euklidovi.

## Životopis
Narodil se v rodině soudce. Zájem o matematiku v něm již v dětství probudila matka, milovnice filozofie a matematiky. Ta ho vyučovala sama až do osmi let, teprve poté nastoupil na základní školu. Vystudoval gymnázium a poté Univerzitu v Královci (Königsberg, dnes Kaliningrad). Již od gymnaziálních let byl blízkým přítelem Hermanna Minkowského, s nímž také na univerzitě studoval. Hilbert a Minkowski se v pozdějších letech ve svých pracích vzájemně ovlivňovali. Studoval pod vedením Ferdinanda von Lindemanna a v roce 1885 získal doktorát za práci Über invariante Eigenschaften specieller binärer Formen, insbesondere der Kugelfunctionen. Lindemann a také další z učitelů Adolf Hurwitz (s nímž se Hilbert velmi spřátelil) ho nasměrovali k teorii invariantů, teorii čísel a teorii funkcí. Po zisku doktorátu se, dle Hurwitzovy rady, vydal na studijní pobyt do Lipska, kde ho vedl Felix Klein, později zamířil na radu Kleinovu do Paříže, kde se setkal s Henri Poincarém a Charlesem Hermitem. V roce 1892 se Hilbert oženil se vzdálenou příbuznou Käthe Jeroschovou a za rok se jim narodilo jejich jediné dítě, syn Franz.
V červnu roku 1886 se stal soukromým docentem v Königsbergu, v roce 1892 se stal mimořádným profesorem, v roce 1893 pak řádným profesorem po Lindemanovi. V roce 1895 odešel na post vedoucího katedry na univerzitě v Göttingenu, kde aktivně působil až do roku 1930. Po odchodu z univerzity získal čestné občanství města Göttingen.
Proslulým se stal jeho vztah ke studentům, s nimiž se přátelil, hostil je u sebe doma, hrál s nimi kulečník v kavárně a chodíval s nimi na dlouhé procházky po lese, během nichž diskutovali nejen o matematice, ale často také o politice či ekonomii. Mnoho z těchto žáků ho také navštívilo na zahradě jeho domu a poznalo tak jeho tvůrčí metodu, která spočívala v tom, že zahradničil a od této činnosti odbíhal k tabuli, kde si zapisoval, co ho při práci napadlo.
V roce 1925 těžce onemocněl. Šlo o perniciózní anémii, která je způsobena nedostatkem vitamínu B12, což však tehdejší věda nechápala a neuměla tuto nemoc léčit. Jejím dopadem bylo trvalé vyčerpání, které mu znemožňovalo věnovat se dále vědě plně. Eugene Paul Wigner to komentoval slovy: „Po roce 1925 byl možná ještě trochu vědcem, ale rozhodně už ne Hilbertem“.
Z veřejného života se definitivně stáhl po uchopení moci nacisty, kteří zbavili postů řadu jeho židovských spolupracovníků. V roce 1934 se Hilbert zúčastnil banketu, kde seděl vedle nového nacistického ministra školství Bernharda Rusta. Rust se zeptal, zda „matematický institut opravdu tolik utrpěl odchodem Židů“. Hilbert odpověděl: „Utrpěl? Už neexistuje!“.
Na svůj náhrobní kámen si nechal vytesat Wir müssen wissen, wir werden wissen (Musíme vědět, budeme vědět).
Celkem měl 69 doktorandů, mnoho z nich se později stalo slavnými matematiky: Otto Blumenthal (studium ukončil v roce 1898), Felix Bernstein (1901), Hermann Weyl (1908), Richard Courant (1910), Erich Hecke (1910), Hugo Steinhaus (1911), Wilhelm Ackermann (1925).

## Dílo
V práci Zahlbericht z roku 1897 originálním způsobem upravil matematiku invariantů, tedy geometrických entit, které se nezmění během rotace, dilatace, odrazu apod. Hilbert formuloval teorém o invariantech, podle nějž je invariantů konečný počet.
Významné dílo vydal roku 1899, a to Grundlagen der Geometrie (Základy geometrie). Věnoval se zde riemannovské neeuklidovské geometrii vícerozměrných zakřivených prostorů a souběžně vybudoval úplný systém axiomů (bylo jich 21) klasické geometrie euklidovské. Riemannovské úvahy byly v té době poměrně abstraktní, avšak to se rychle změnilo, když se Hilbert seznámil s Einsteinovou speciální teorií relativity a zejména rolí gravitace v ní, kterou dle Einsteina lze chápat jako zakřivení prostoru. Když se Hilbert doslechl, že Einstein není brilantním matematikem a nevyzná se v riemannovském aparátu („Každý kluk na ulici Göttingenu ví o čtyřrozměrné geometrii víc než Einstein“, prohlásil prý), rozhodl se, že se do relativity pustí sám – z matematické strany. Přitom se sám nechal zasvětit do fyziky, a to Ottou Sternem. Relativistické matematické rovnice nakonec skutečně odvodil rychleji než Einstein, proto se dnes nazývají Hilbertovy–Einsteinovy rovnice.
V roce 1900 na 2. mezinárodním matematickém kongresu v Paříži přednesl slavný projev „Problémy matematiky“, kde popsal 23 (respektive 24) základních problémů moderní matematiky (viz Hilbertovy problémy). Byla mezi nimi hypotéza kontinua, Goldbachova domněnka, Riemannova hypotéza, rozšíření Dirichletova principu a mnoho dalších problémů, z nichž řada byla od té doby vyřešena. Otevřeny zůstávají v podstatě již jen čtyři problémy, krom zmíněných a spjatých prvočíselných hypotéz Riemannovy a Goldbachovy, je to Hilbertova výzva „axiomatizujte fyziku“, zobecnění Kroneckerovy věty pro obecné algebraické těleso a topologie reálných algebraických křivek a povrchů.
Dalším jeho epochálním dílem je definování tzv. Hilbertových prostorů, tedy prostorů s nekonečným počtem rozměrů. I tento koncept jevil se být velice abstraktním, ale i on brzy sehrál klíčovou úlohu v rozvoji fyziky, tentokráte zejména v kvantové mechanice.
Jeho práce z roku 1909 o integrálních rovnicích položila základy funkční analýzy 20. století. Přispěl jí rovněž k fyzikální teorii kinetických plynů a teorii záření.
Celý život usiloval o to vybudovat pevný a nezpochybnitelný axiomatický základ moderní matematiky, s nímž bude možné odvodit každé matematické tvrzení tak, že bude zcela nepochybné, bezrozporné a jeho pravdivost bude zaručena. Vývoj, který reprezentoval například Kurt Gödel, však Hilbertovy snahy o prokázání plné konzistence matematiky značně podkopal.